# End SARS

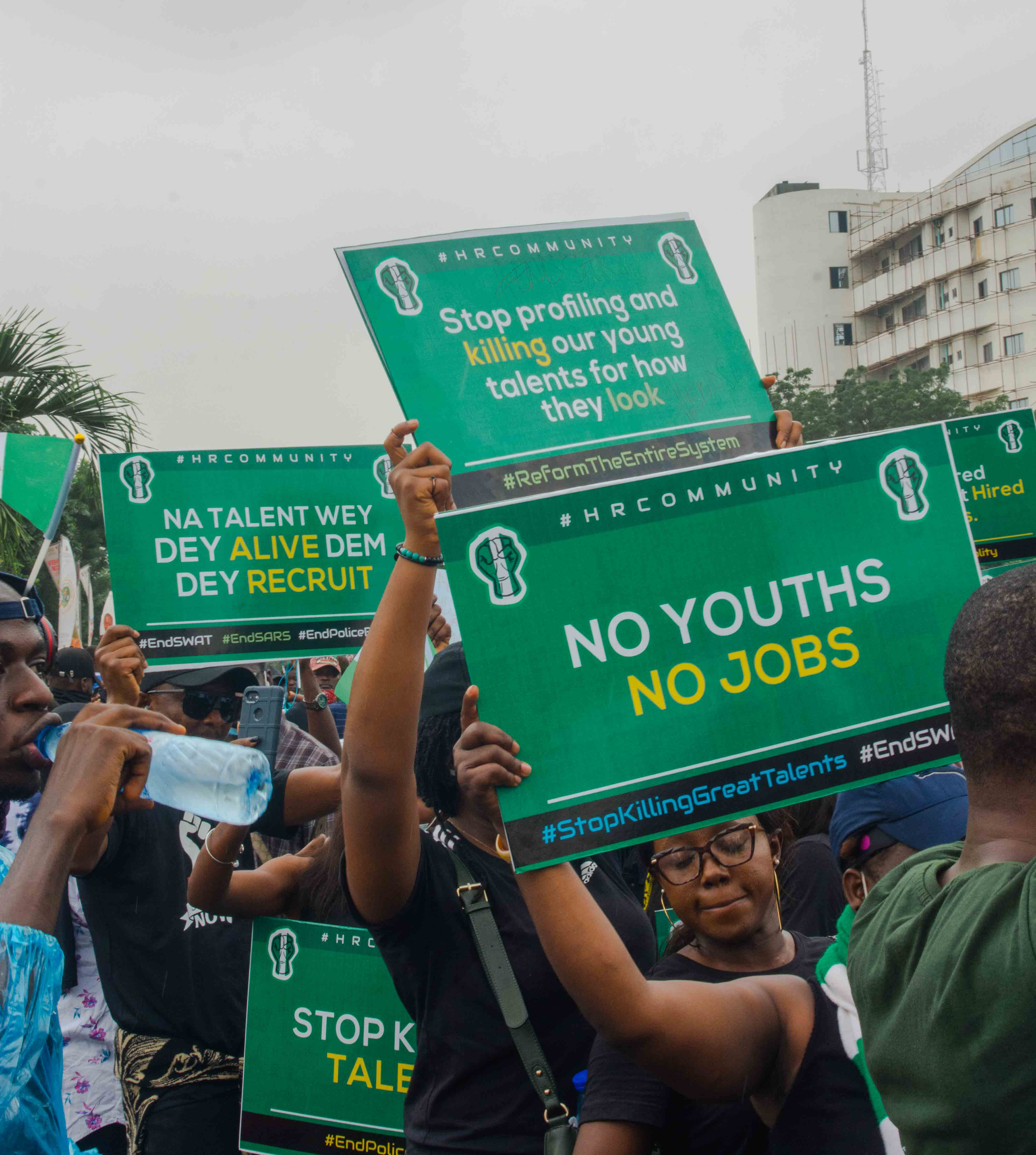
Protestierende in Alausa, Nigeria

End SARS oder #EndSARS ist eine 2017 gegründete Bürgerbewegung in Nigeria. Sie demonstriert gegen Polizeigewalt der Special Anti-Robbery Squad (SARS).

## Geschichte
Die Bewegung hat ihre Anfänge 2017. Amnesty International beschuldigte die SARS, Nigerianer zu inhaftieren und Familien zu erpressen. Außerdem soll die Einheit Folter, Entführungen, Überfälle, Vergewaltigungen und Hinrichtungen genauso wie illegalen Organhandel betreiben. In der nigerianischen Nationalversammlung wurde eine von 10.195 Personen unterschriebene Petition eingereicht, welche eine vollständige Auflösung der 1992 gegründeten SARS-Einheit forderte.
Am 3. Oktober 2020 erschien ein Video auf Twitter, welches zeigt, wie die SARS-Einheit einen nigerianischen Bürger erschießt. Dieses Video war Auslöser zur großen zweiten Welle der End SARS-Bewegung in Nigeria. Die Bewegung ging unter dem Motto #EndSARS auf die Straßen. Zahlreiche Nigerianer folgten den Aufrufen über Social Media und protestierten gegen die Polizeigewalt der SARS. Es kam bei den Protesten zu heftigen Konflikten mit der Polizei. Viele Demonstranten wurden verhaftet.
Die nigerianische Regierung entschied, die Einheit aufzulösen.
Demonstranten forderten danach:
- die umgehende Freilassung aller verhafteten Demonstranten
- eine Entschädigung für alle Opfer der SARS-Einheit
- eine unabhängige Kommission, die die SARS-Einheit untersucht und Straftaten der SARS Einheit verfolgt
- eine psychologische Untersuchung und Umschulung der SARS-Einheit
- einen angemesseneren Lohn für nigerianische Polizisten

## Internationale Proteste
In Deutschland gab es mehrere Kundgebungen, unter anderem in Hamburg und Stuttgart mit mehreren hundert Teilnehmern. In Großbritannien gab es mehrere Veranstaltungen, wie zum Beispiel in London oder Manchester. Hier trat zum Beispiel der Musiker Wizkid auf. In den Vereinigten Staaten gab es mehrere Demonstrationen, unter anderem in New York und Michigan. Es gab weitere internationale Proteste der #EndSARS-Bewegung, zum Beispiel in Irland und Kanada.

## Prominente Unterstützer
Der britische Formel-1-Pilot Lewis Hamilton trug beim Großen Preis von Portugal 2020 ein T-Shirt mit der Aufschrift #ENDSARS.